# آزمایش منی
ارزیابی منی (انگلیسی: Semen analysis) تجزیه و تحلیلی است که ویژگی‌های خاصی از منی مردانه و اسپرم موجود در آن را مورد ارزیابی قرار می‌دهد. این آزمایش با ارزیابی باروری مردان، به افرادی که به دنبال بارداری یا تأیید موفقیت عمل وازکتومی خود هستند، کمک می‌کند. تکنیک‌های جمع‌آوری و روش‌های اندازه‌گیری دقیق می‌توانند نتایج آزمایش را تحت تأثیر قرار دهند.

## نحوه جمع‌آوری نمونه
برای انجام آزمایش نیاز به نمونه منی است که در آزمایشگاه مربوط یا در منزل و به روش استمنا باید جمع‌آوری شود.
شما باید ۲ تا ۵ روز قبل از آزمایش خود رابطه جنسی یا خودارضایی نداشته باشید تا اطمینان حاصل شود که نتایج دقیق هستند. با این حال، نباید زمان آخرین انزال تا زمان جمع‌آوری نمونه نیز بیش از پنج روز باشد. زیرا در این حالت نیز اسپرم‌ها تحرک کمی داشته و احتمال خطا در نتایج وجود دارد. بهتر است قبل از جمع‌آوری نمونه منی، الکل مصرف نکنید و استفاده از روان‌کننده‌ها مجاز نیست. اگر دارو یا مکمل‌های گیاهی مصرف می‌کنید به پزشک اطلاع دهید.

## مولفه‌های اندازه‌گیری شده در آزمایش
در آزمایش آنالیز اسپرم موارد زیر بررسی می‌شوند:
تعداد اسپرم: طبق اعلام آمار سازمان جهانی بهداشت در سال ۲۰۱۰، وجود حداقل ۱۵ میلیون اسپرم در هر میلی لیتر مایع منی از نظر پزشکی طبیعی تلقی می‌شود. در تعاریف قدیمی این میزان ۲۰ میلیون بیان شده‌است. اگر میزان اسپرم‌ها در هر میلی لیتر کمتر از ۱۵ میلیون باشد به معنی بیماری الیگوزواسپرمی یا کمبود اسپرم برای بارور کردن می‌باشد. اگر تست آنالیز اسپرم برای پیگیری عمل وازکتومی باشد در صورتی که تعداد اسپرم‌ها صفر شود به معنی آزو اسپرمی یا عدم وجود اسپرم در مایع منی و موفقیت عمل وازکتومی است.
تحرک اسپرم‌ها: از نظر سازمان بهداشت جهانی تحرک طبیعی اسپرم‌ها برای رسیدن به تخمک یعنی طی کردن یک مسیر مشخص در ۶۰ دقیقه پس از جمع‌آوری باید حداقل ۵۰٪ باشد. در غیر این صورت گفته می‌شود اسپرم‌ها تحرک مناسبی برای بارور کردن زن ندارند و مرد دچار بیماری اسپرماتوزوئید شده‌است. اما اگر فرد تعداد کمی اسپرم داشته باشد و کیفیت آن‌ها از نظر تحرک بالا باشد باز هم قدرت باروری مرد بالا می‌باشد. به‌طور کلی در علم پزشکی میزان تحرک اسپرم‌ها به چهار درجه تقسیم می‌شوند که عبارتند از:
درجه A: اسپرم با تحرک زیاد و جلو رونده به‌صورت مستقیم. این نوع اسپرم‌ها قوی‌ترین نوع اسپرم می‌باشند و در یک خط مستقیم با سرعت بالا شناور می‌شوند.
درجه B: اسپرم‌هایی با تحرک بالا اما جلو رونده به‌صورت غیر مستقیم. این اسپرم‌ها نیز تحرک خوبی دارند اما در هنگام طی کردن یک مسیر مشخص به‌صورت مستقیم حرکت نمی‌کنند و به شکل منحنی یا کج مسیر را طی خواهند کرد. در نتیجه احتمال رسیدن به هدف کمتر از نوع A می‌باشد.
درجه C: این نوع اسپرم‌ها تحرک غیر پیش رونده دارند؛ یعنی در زمان مناسب به مقدار لازم به جلو حرکت نمی‌کنند. در نتیجه قدرت باروری را به شدت کاهش می‌دهند.
درجه D: این نوع اسپرم‌ها بی حرکت هستند و به هیچ وجه به جلو حرکت نخواهند کرد و باعث ناباروری مرد می‌شوند.
موزفولوژی اسپرم‌ها: بر اساس معیارهای سازمان بهداشت جهانی در سال ۲۰۱۰ نمونه ای از مایع منی نرمال است که در آن حداقل ۴٪ از کل اسپرم‌ها شکل طبیعی داشته باشند. مورفولوژی میزان موفقیت انجام لقاح در تخمک‌ها در حین لقاح آزمایشگاهی را پیش‌بینی می‌کند. به‌طور طبیعی حدود ۱۰٪ از کل اسپرم‌ها دارای نقایص قابل مشاهده هستند و مشکلی در قدرت باروری ایجاد نخواهند کرد.
حجم اسپرم‌ها در مایع منی: علاوه بر تعداد اسپرم‌ها در مایع منی
```
حجم آن که به غلظت اسپرم معروف است نیز در این آزمایش اندازه‌گیری می‌شود. طبق استانداردها میزان غلظت ۰٫۲ الی ۵ میلی لیتر اسپرم در کل مایع منی درخواست شده توسط آزمایشگاه نرمال است.
```

حجم کم می‌تواند نشان دهنده انسداد جزئی یا کامل لوله‌های انتقال دهنده منی باشد. گاهی نیز در برخی مردان به‌طور مادرزادی این لوله‌ها وجود ندارد و باعث ناباروری مرد می‌شود. برای صحیح بودن نتیجه این اندازه‌گیری باید مطمئن باشید که حداقل ۴۸ ساعت از آخرین انزال تا زمان جمع‌آوری نمونه گذشته‌است؛ زیرا افرادی که آب بیشتری می‌نوشند یا تحریک طولانی مدت جنسی دارند میزان مایع منی آن‌ها بیشتر بوده و احتمال ایجاد خطا در اندازه‌گیری غلظت اسپرم وجود دارد. از طرفی افرادی که بیشتر خود ارضایی می‌کنند یا تعداد رابطه جنسی آن‌ها پایین است یا دچار برخی بیماری‌های مقاربتی مانند ویروس HIV هستند هنگام انزال حجم مایع منی کمتری دارند و احتمال خطا و بالا نشان دادن غلظت اسپرم وجود دارد.
رنگ اسپرم‌ها: منی به‌طور معمول دارای رنگ خاکستری مایل به سفید است. با افزایش سن رنگ منی مایل به زرد می‌شود. از طرفی رنگ مایع منی تحت تأثیر غذایی که می‌خوریم قرار دارد: مثلاً غذاهایی که دارای گوگرد زیادی هستند مانند سیر ممکن است منجر به تولید اسپرم زرد توسط مرد شود. وجود خون در منی (هماتوسپرمیا) منجر به انزال قهوه ای تیره یا قرمز رنگ می‌شود که می‌تواند علائم برخی از بیماری‌ها باشد و باید حتماً پیگیری شود. منی که دارای رنگ زرد پررنگ است یا از نظر ظاهری مایل به سبز است ممکن است به دلیل مصرف برخی از داروها ایجاد شود. مایع منی قهوه ای روشن عمدتاً نتیجه عفونت و التهاب غده پروستات، مجرای ادرار، اپیدیدیم و مشکل در لوله‌های منی است. سایر علل رنگ غیرطبیعی اسپرم شامل عفونت‌های منتقله از راه جنسی مانند سوزاک و کلامیدیا، جراحی دستگاه تناسلی و آسیب اندام جنسی در مرد می‌باشند.
سطح فروکتوز اسپرم: سطح فروکتوز اسپرم برای تعیین مقدار انرژی موجود در منی برای حرکت اسپرم‌ها تجزیه و تحلیل می‌شود. سطح نرمال فروکتوز ۱۳ میکرومول در هر نمونه با اندازه مشخص می‌باشد. عدم وجود فروکتوز ممکن است نشان دهنده مشکلی در لوله‌های منی ساز باشد.
سطح PH اسپرم: PH نرمال اسپرم باید بین ۷٫۱ الی ۸ باشد. همچنین بین ۷٫۲ الی ۷٫۸ نیز طبیعی محسوب می‌شود. اگر اندازه PH پایین و مایع منی خاصیت اسیدی داشته باشد می‌تواند علامتی از مسدود شدن یکی یا هر دو لوله انتقال دهنده اسپرم‌ها باشد. PH بالاتر از مقدار طبیعی نیز به معنی وجود عفونت است. مقدار pH خارج از حد نرمال برای اسپرم مضر است و می‌تواند توانایی آنها در نفوذ در تخمک را تحت تأثیر قرار دهد.
میزان مایع شدن: مایع شدن یا روان بودن مایع منی فرایندی است که طی آن ژل پروتئینی موجود در اسپرم‌ها شکسته شده و منی شبیه به آب می‌شود. کمتر از ۲۰ دقیقه طول می‌کشد تا نمونه مایع منی از حالت ژل مانند به مایع تبدیل شود. حتی تا زمان ۶۰ دقیقه نیز اگر ژل به مایع تبدیل شود طبیعی است اما بیشتر از آن به معنی غیرطبیعی بودن منی طلقی می‌شود.
ویسکوزیته اسپرم‌ها: اگر ویسکوزیته غیرطبیعی باشد، قطره‌های منی رشته‌هایی به طول بیش از ۲ سانتی‌متر ایجاد می‌کنند. ویسکوزیته بالا می‌تواند در تعیین تحرک اسپرم، غلظت اسپرم، تشخیص اسپرماتوزوئیدهای پوشش داده شده با آنتی‌بادی‌ها و اندازه‌گیری نشانگرهای بیوشیمیایی تداخل ایجاد کند.
گلبول‌های سفید موجود در مایع منی: همچنین ممکن است نمونه مایع منی از نظر گلبول‌های سفید خون مورد آزمایش قرار گیرد. سطح بالایی از گلبول‌های سفید در منی، لکوسپرمیا نامیده می‌شود و می‌تواند نشانه ای از یک نوع عفونت باشد.

## ناهنجاری‌های احتمالی در نتیجه آزمایش
آسپرمیا: عدم وجود اسپرم
آزواسپرمی: عدم وجود اسپرم
هیپوسپرمیا: حجم کم مایع منی
هایپراسپرمی: حجم زیاد منی
اولیگوزواسپرمیا: تعداد اسپرم بسیار کم است
آدنوزواسپرمی: تحرک ضعیف اسپرم
تراتوزواسپرمی: اسپرم بیشتر از حد معمول نقایص مورفولوژیکی دارد
نکروزواسپرمی: تمام اسپرم‌های موجود در انزال مرده‌اند
لکوسپرمیا: سطح بالایی از سلول‌های سفید خون در منی‌ها